# Fúrmanivka
Fúrmanivka (en (ucraïnès): Фурманівка) és un poble de la República Autònoma de Crimea a Ucraïna, que el 2014 tenia 958 habitants. Pertany al districte de Bakhtxissarai. Fins al 1948 la vila es deia Aktatxí.